# 文格罗尔
文格罗尔（德語：Wengerohr）是德国莱茵兰-普法尔茨州维特利希的一个市辖区。文格罗尔原为独立市镇，1969年，文格罗尔并入维特利希。